# Juan Ibacache
Juan Manuel Ibacache Pizarro (Cabildo, 1 de mayo de 1903-3 de agosto de 1979) fue un futbolista chileno que jugaba de portero.
Participó como seleccionado nacional en los Juegos Olímpicos de Ámsterdam 1928.

## Trayectoria
Sus inicios en el fútbol fueron primeramente a la salida de la escuela y en los campos vecinos, cuando empezó a evidenciar sus condiciones de buen arquero. Era un jugador seguro, de buenos reflejos y mantenía una regularidad que lo transformaba siempre en penda de garantía para su equipo.
Después vino a Santiago a cumplir con su servicio militar como voluntario y le correspondió el Batallón Tren N° 2. Cuando lo licenciaron, entró al Borgoño jugando por unos meses.
Luego ingresó a jugar en el Carioca, donde tenía varios amigos. Durante un partido jugado en Papudo, tuvo una notable actuación y al término del encuentro fue felicitado por el Príncipe de Baviera. También fue convocado varias veces para defender el arco de la liga de Santiago.
Sus buenas actuaciones en los encuentros disputados defendiendo el arco de la Liga Central hicieron que Colo-Colo lo integrará a las filas, siendo el arquero titular en su llegada al club y ayudando a su equipo en la obtención de los títulos de 1928 y 1929.
Después llegó a jugar en el club Júpiter de Puente Alto y al año siguiente se unió a Magallanes que sería uno de los fundadores de la Primera División de Chile. Ibacache fue uno de los jugadores importantes en la obtención del tricampeonato.
Sus restos mortales descansan en el Mausoleo de los Viejos Cracks de Colo-Colo.

## Selección nacional
Fue internacional con la selección chilena entre los años 1927 y 1928, participó en una edición del Torneo Olímpico de Fútbol. Disputó cuatro partidos oficiales, además participó en un partido no oficial, su participación final fue de cinco partidos.
Fue llamado para un amistoso ante Uruguay en el Valparaíso Sporting Club, durante la etapa de preparación para los Juegos Olímpicos de Ámsterdam.
Luego fue seleccionado para el Torneo Olímpico de Fútbol 1928, fue titular en el encuentro frente a Portugal por la primera ronda de los Juegos Olímpicos, que significó la eliminación del torneo para Chile al caer derrotado por 2:4. Ya eliminado, Chile disputó un torneo de consuelo frente a México y  Países Bajos, en el que Chile saldría victorioso. Juan jugó ambos encuentros.

### Participaciones en Juegos Olímpicos
| Torneo                  | Sede         | Resultado        | Partidos |
| ----------------------- | ------------ | ---------------- | -------- |
| Juegos Olímpicos 1928   | Ámsterdam    | Ronda preliminar | 1        |
| Torneo de Consuelo 1928 | Países Bajos | Campeón          | 2        |
| Total                   | Total        | Total            | 3        |

### Partidos internacionales
| 1     | 10 de diciembre de 1927 | Valparaíso Sporting Club, Viña del Mar, Chile | Chile        | 2-3 | Uruguay | Amistoso                         |
| 2     | 27 de mayo de 1928      | Estadio Olímpico, Ámsterdam, Países Bajos     | Portugal     | 4-2 | Chile   | Juegos Olímpicos 1928            |
| 3     | 5 de junio de 1928      | Monnikenhuize, Arnhem, Países Bajos           | Chile        | 3-1 | México  | Torneo de Consuelo Olímpico 1928 |
| 4     | 8 de junio de 1928      | Stadion Spangen, Róterdam, Países Bajos       | Países Bajos | 2-2 | Chile   | Torneo de Consuelo Olímpico 1928 |
| Total |                         |                                               | Presencias   | 4   |         |                                  |

| 1     | 15 de junio de 1928 | Waldstadion, Frankfurt, Alemania | Selección de Frankfurt | 6-2 | Chile | Amistoso |
| Total |                     |                                  | Presencias             | 1   |       |          |

## Clubes
| Club              | País  | Año         |
| ----------------- | ----- | ----------- |
| Carioca           | Chile | 1922 - 1927 |
| Colo-Colo         | Chile | 1928 - 1931 |
| Deportivo Júpiter | Chile | 1932        |
| Magallanes        | Chile | 1933 - 1936 |

## Palmarés

### Torneos locales
| Título                                             | Club      | País  | Año  |
| -------------------------------------------------- | --------- | ----- | ---- |
| Serie F de la Liga Central de Football de Santiago | Colo-Colo | Chile | 1928 |
| Liga Central de Football de Santiago               | Colo-Colo | Chile | 1929 |
| División de Honor                                  | Colo-Colo | Chile | 1930 |

### Torneos nacionales
| Título                           | Club       | País  | Año  |
| -------------------------------- | ---------- | ----- | ---- |
| Primera División                 | Magallanes | Chile | 1933 |
| Primera División                 | Magallanes | Chile | 1934 |
| Campeonato Relámpago Profesional | Magallanes | Chile | 1935 |
| Primera División                 | Magallanes | Chile | 1935 |